# Campionati dell'Unione Pedestre Torinese 1898
I primi campionati dell'Unione Pedestre Torinese sono stati la prima competizione di atletica leggera in Italia considerata campionato italiano, anche se la FIDAL non li riconosce come tali nei propri annuari. Le gare erano organizzate dall'Unione Pedestre Torinese (che l'anno successivo cambiò denominazione in Unione Pedestre Italiana) ed erano riservate ad atleti uomini. Il programma prevedeva solo prove di corsa e marcia.
La manifestazione si svolse a Torino il 2 ottobre 1898: i 100 metri piani si corsero in Viale Duca di Genova (l'attuale Corso Stati Uniti) sull'anomala distanza dei 120 metri. La gara di resistenza, della lunghezza di 34 o 35 km, si corse su un percorso che da Torino andava a Mirafiori, a Stupinigi, a Candiolo e infine a None, andata e ritorno. Lo stesso percorso fu utilizzato per la gara di marcia.

## Risultati
| Specialità        | Oro                                  | Prestazione | Argento                                 | Prestazione | Bronzo                                             | Prestazione |
| 120 m             | Umberto Colombo SEF Mediolanum       | 12"0        | Mario Tadini Sport Club Audace Torino   | a 3 metri   | Giuseppe Chiesa Reale Società Ginnastica di Torino | a un passo  |
| 34 o 35 km        | Ettore Zilia Forza e Coraggio Milano | 2h50'00"    | Alfredo Gila Sport Club Audace Torino   | a 200 metri | Oreste Canuto Atalanta Torino                      | distaziato  |
| Marcia 34 o 35 km | Giorgio Zorzi 7º Bersaglieri Torino  | 4h00'27"    | Giovanni Beccaria 7º Bersaglieri Torino | 4h01'00"    | Giulio Costamagna Teseo Torino                     | n/d         |